# 愛知県道226号熱田停車場伝馬線

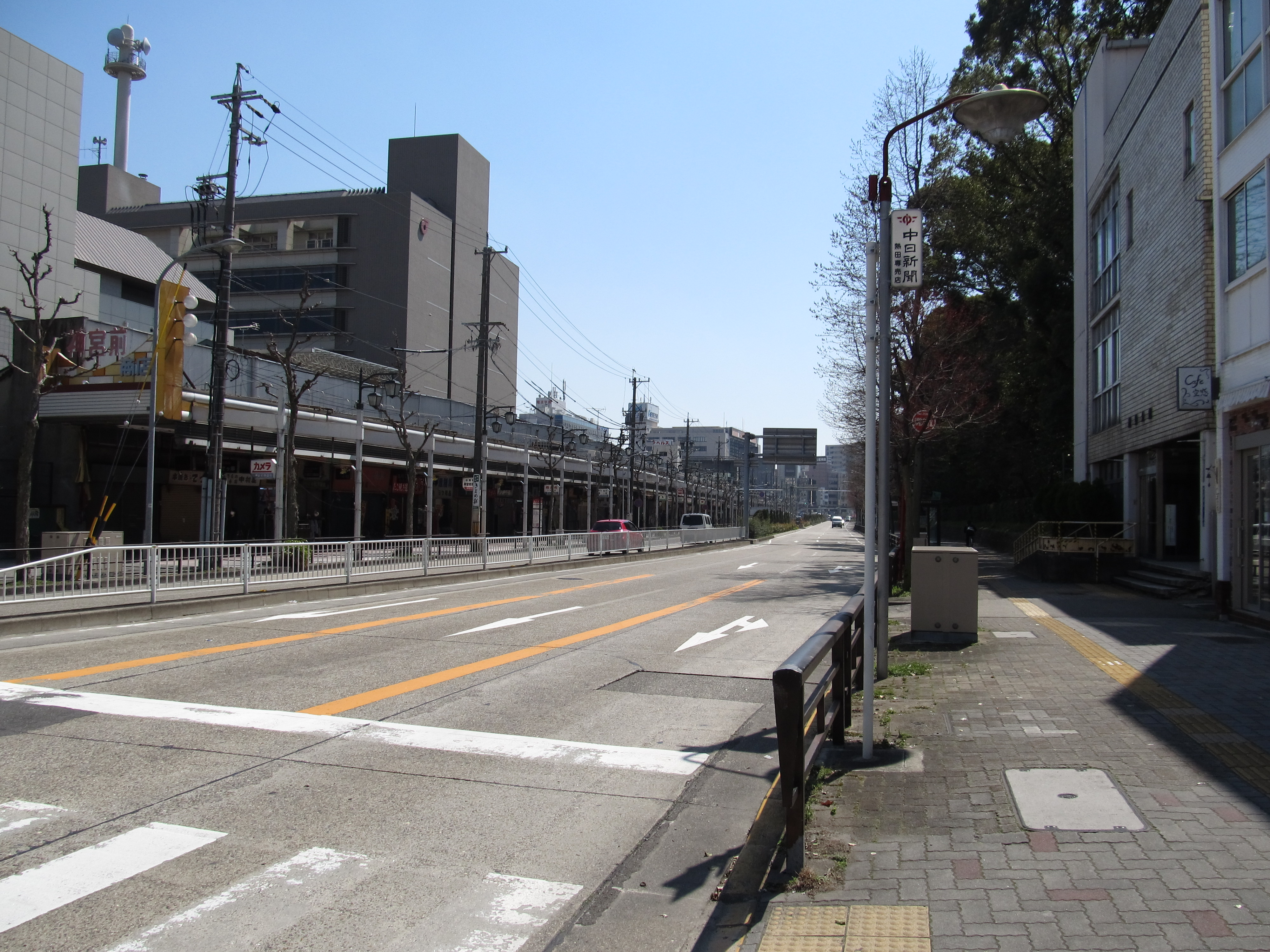
熱田駅前交差点から名鉄名古屋本線・常滑線 神宮前駅方面を見る。進行方向左側には神宮前商店街と熱田区役所がある。進行方向右側は熱田神宮の境内。

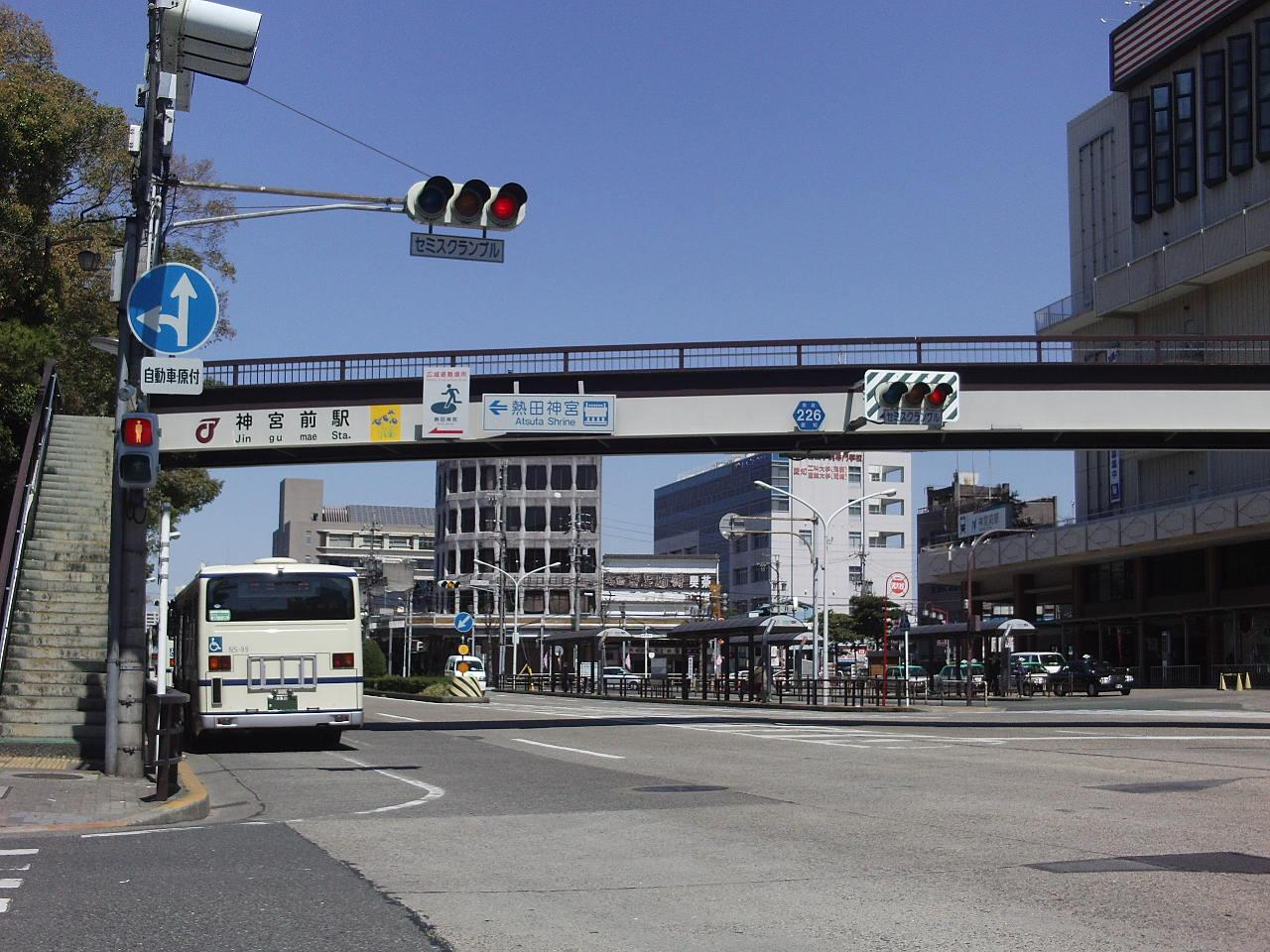
名鉄名古屋本線・常滑線 神宮前駅と熱田神宮の間。

愛知県道226号熱田停車場伝馬線（あいちけんどう226ごう あつたていしゃじょうてんません）は、愛知県名古屋市熱田区内を走る一般県道である。通称大津通の南端部分に相当する。

## 概要

### 路線データ
- 起点：JR東海道本線 熱田駅
- 終点：愛知県名古屋市熱田区伝馬

## 沿革
- 1959年12月15日：認定[1]

## 別名
- 大津通（名古屋市熱田区）

## 地理

### 交差する道路
- 愛知県道224号熱田停車場線（熱田駅前）
- 国道1号・愛知県道225号名古屋東港線（伝馬町交差点）

### 沿線
- 東海旅客鉄道（JR東海）東海道本線 熱田駅
- 熱田神宮
- 秋葉山円通寺
- 日本車輌製造本社
- 名古屋市熱田図書館
- 熱田区役所
- 名鉄名古屋本線・常滑線 神宮前駅
- 名古屋市教育センター
- ブックオフ熱田国道1号店
- 名古屋市営地下鉄名城線 熱田神宮伝馬町駅